# Brđani (Tuzla, BiH)
 Brđani su naselje u općini Tuzla, Federacija BiH, BiH.

## Zemljopis
Nalaze se u slivu rijeke Soline. Zbog brdsko-planinske naravi ovog područja, usklađeno se njime oblikovao se prostorni razmještaj, veličini i razvitak svih naselja ovog kraja.

## Povijest
Kuće su izgrađene na iskrčenim brežuljcima, kosama i dolinskim stranama i dosta su udaljene između sebe. Očigledno je da su predci današnjih stanovnika krčili šume radi naseljavanja, odnosno sela su podignuta na krčevinama.

## Stanovništvo
| Brđani             |              |              |              |              |
| godina popisa      | 1991.        | 1981.        | 1971.        | 1961.        |
| Hrvati             | 59 (23,69%)  | 88 (16,54%)  | 39 (9,67%)   |              |
| Srbi               | 1 (0,40%)    | 5 (0,94%)    |              | 7 (2,02%)    |
| Muslimani          | 137 (55,02%) | 412 (77,44%) | 363 (90,07%) | 1 (0,29%)    |
| Crnogorci          |              |              |              | 8 (2,31%)    |
| Albanci            |              |              |              | 2 (0,58%)    |
| Jugoslaveni        | 30 (12,05%)  | 24 (4,51%)   |              | 327 (94,78%) |
| ostali i nepoznato | 22 (8,83%)   | 3 (0,56%)    | 1 (0,24%)    |              |
| ukupno             | 249          | 532          | 403          | 345          |